# Блінков Ігор Юрійович
І́гор Ю́рійович Блінко́в — солдат Збройних сил України.

## З життєпису
Контракт з ЗСУ в 2013 році.Звільнений з лав ЗСУ в запас 2016 року, брав участь у боях в складі 79-ї бригади — за Піски, Авдіївку, Дебальцеве. У 2022 році мобілізований до лав ЗСУ у склад 79 ОДШБ.

## Нагороди
За особисту мужність і героїзм, виявлені у захисті державного суверенітету та територіальної цілісності України, вірність військовій присязі під час російсько-української війни нагороджений
- орденом «За мужність» III ступеня (27.11.2014).